# Plautilla Bricci
Plautilla Bricci (Roma, 13 agosto 1616 – Roma, 13 dicembre 1705) è stata un'architetta e pittrice italiana, conosciuta per essere stata l'unica architetta dell'epoca preindustriale.

## Biografia

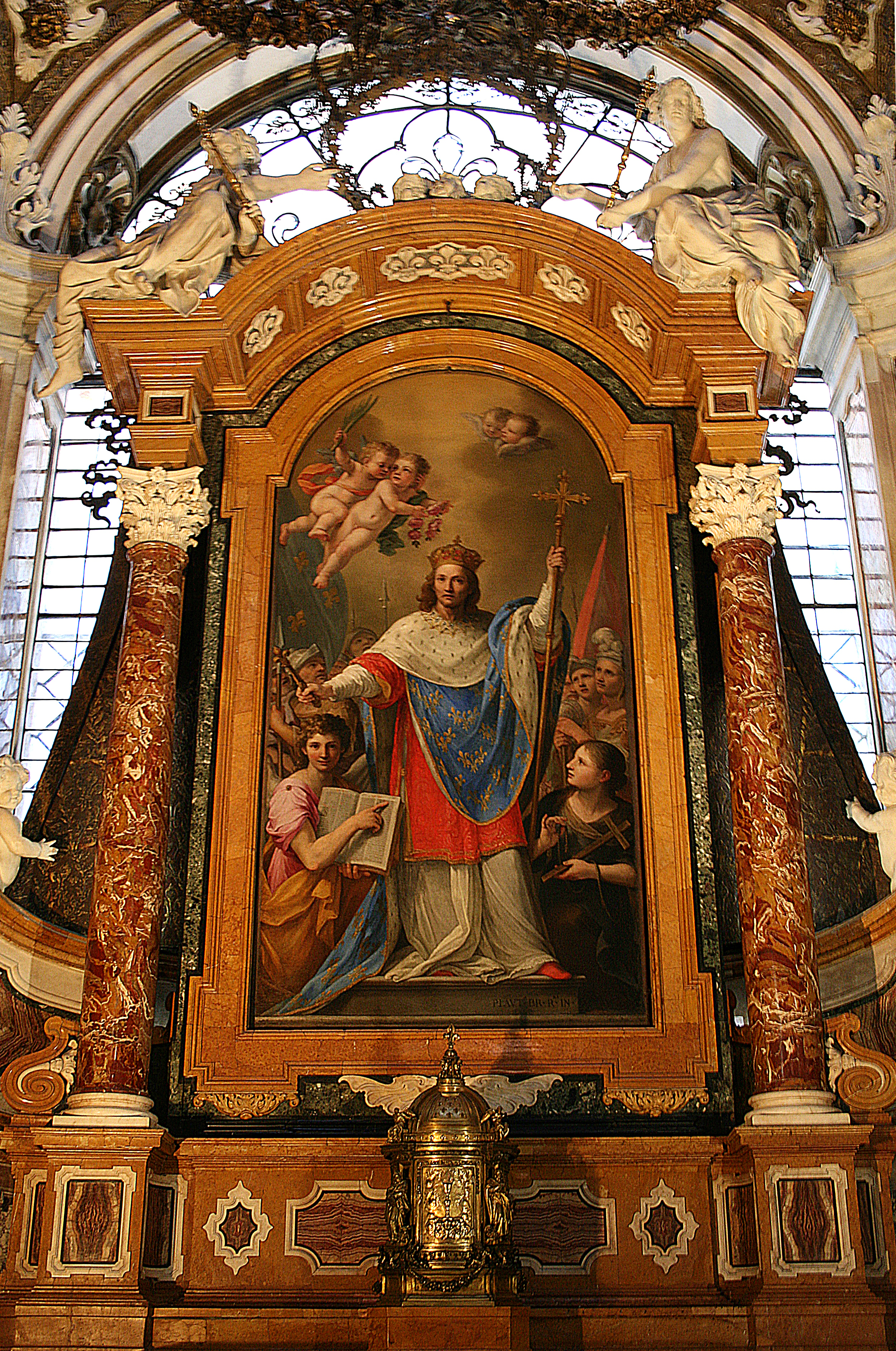
Plautilla Bricci, pala d'altare nella cappella di San Luigi nella chiesa di San Luigi dei Francesi a Roma, olio su tela

Terzogenita del pittore, drammaturgo e musicista romano Giovanni Briccio e di Chiara Recupito, cugina del soprano Ippolita Recupito, nacque nell'attuale via dei Greci a Roma. La coppia aveva già due bambine Virginia (1609) e Albina (1611), e nel 1621 nasce l'ultimo figlio, Basilio. A lei fu dato il nome della zia paterna e fu avviata dal padre, insieme al fratello Basilio, alla carriera di disegnatrice, pittrice e architetta. I primi lavori della giovane furono realizzati per il padre. Si dedicava soprattutto a piccoli dipinti di teste o busti di Madonne, molto in voga all'epoca, ma snobbate dalle botteghe più prestigiose. 
Sempre grazie al padre ottenne la sua prima grande commissione, una pala d'altare, che avrebbe cambiato per sempre la sua vita d'artista. L'incisore Pietro Bombelli scrive nel suo "Raccolta delle immagini della Beatissima Vergine ..." che essendo Plautilla abituata a dipingere in piccolo, ebbe difficoltà a realizzare il quadro commissionatole dall'ordine dei carmelitani e, assopitasi a causa della stanchezza, lo trovò miracolosamente compiuto al suo risveglio. L'avvenimento fa riferimento a un supposto miracolo, che le diede notorietà, e alla pala per altare la Madonna col Bambino realizzato intorno al 1640 e oggi conservato presso la Basilica di Santa Maria in Montesanto. L'opera fu restaurata nel 2016 e se ne comprovò l'appartenenza grazie alla scoperta della firma sul retro, confermando così che quello era stato uno dei suoi primi lavori importanti.
Quest'opera è importante perché segnò l'inizio della sua carriera. Incontrò infatti Maria Eufrasia della Croce, suora carmelitana e pittrice, sorella dell'abate Elpidio Benedetti. Elpidio Benedetti era una persona molto influente a Roma, grazie anche alla sua relazione professionale con il cardinale Giulio Mazzarino, e la sua protezione le fu di grande aiuto. Iniziò a realizzare numerosi dipinti religiosi, inoltre le permise di entrare in contatto con i grandi artisti dell'epoca che frequentavano l'abate Benedetti come: Gian Lorenzo Bernini, Pietro da Cortona, Andrea Sacchi, Giovanni Francesco Grimaldi e Giovan Francesco Romanelli. 
Non si sa esattamente quando, ma un documento del 1655 afferma che Bricci fu ammessa come pittrice all'Accademia di San Luca. Nel 1660 le fu commissionata un'altra pala d'altare, la Natività della Vergine per la chiesa adiacente al monastero benedettino di Santa Maria della Concezione a Campo Marzio, la cui madre badessa era Anna Maria Mazzarino, nipote del famoso cardinale.
Nell'ottobre del 1663 l'abate Benedetti le affida la realizzazione della sua villa presso Porta San Pancrazio. Gli inizi furono difficili perché il capo cantiere non intendeva obbedire agli ordini di una donna, così l'abate obbligò l'uomo a firmare da un notaio un atto in cui s'impegnava a obbedire agli ordini della Bricci, nel documento definita anche come architettrice. La villa che inizialmente si chiamò Benedetta e poi Giraud, dal nome del proprietario successivo, è poi passata alla storia come Villa del Vascello per la sua originale struttura. Fu distrutta nel 1849 quando i francesi posero fine alla Repubblica Romana. In qualità di artista Plautilla si occupò anche della decorazione interna con numerosi dipinti a fresco oltre a un quadro a olio per la cappella del palazzo che aveva come soggetto l'assunzione della Vergine.
Tra il 1671 e il 1680 Bricci si occupò della progettazione della cappella di San Luigi nella chiesa di San Luigi dei Francesi, per la quale dipinse anche la pala d'altare con San Luigi IX di Francia fra la Storia e la Fede (1676-80). Nel 1675 la Compagnia della Misericordia di Poggio Mirteto le aveva commissionato la realizzazione di uno stendardo processionale rappresentante la nascita e martirio di San Giovanni Battista, esposto successivamente nella chiesa di san Giovanni Battista. Fra il 1683 e il 1687 dipinse la Madonna del Rosario con i santi Domenico e Liborio, olio su tela destinato alla collegiata di Santa Maria Assunta di Poggio Mirteto.
Nel 1690 l'abate Benedetti muore e nel suo testamento lascia in usufrutto una casa a Trastevere alla sua protetta. La Bricci ne godrà solo per pochi anni, perché alla morte del fratello Basilio, avvenuta nel 1692 si trasferisce nel monastero di Santa Margherita in Trastevere dove muore il 13 dicembre 1705. L'antico monastero è oggi un edificio di uso civile ma l'adiacente Chiesa di Santa Margherita in Trastevere è tuttora visitabile.
Nonostante le poche notizie sulla sua vita, è considerata l'unica donna italiana della sua epoca (e, probabilmente, di tutto l'Occidente) a cui siano attribuite realizzazioni architettoniche.

## Riconoscimenti
- Da gennaio 2021 un vialetto di Villa Pamphili porta il suo nome.[10]